# Plagithmysus bilineatus
Plagithmysus bilineatus là một loài bọ cánh cứng trong họ Cerambycidae.